# Розовая чайка
Ро́зовая ча́йка (лат. Rhodostethia rosea) — вид птиц из семейства чайковых (Laridae), единственный в роде розовых чаек (Rhodostethia).

## Открытие
Розовая чайка была открыта Джеймсом Россом 2 июля 1823 года на полуострове Мелвилл (в дальнейшем эту птицу называли «чайкой Росса»).

## Описание
Длина тела около 35 см. Вес — 200—250 граммов. Спина и верх крыльев серо-сизые, голова, грудь и брюшко розовые. На шее узкий чёрный ошейник (отсутствует зимой и у птиц-первогодок)). Клюв чёрный, ноги красные. Хвост клиновидной формы.
Полёт розовой чайки лёгкий, напоминающий полёт крачек. По отношению к человеку птица обычно мало осторожна и доверчива. На море она главным образом держится на плавающих льдинах, а вот в тундре, на озёрах, чайка часто садится на воду и даже купается.

### Вокализация
Голос этого вида гораздо выше и нежнее, чем у других чаек, и отличается большим разнообразием. Чаще всего слышится крик вроде «э-у, э-у»; испуганные, они издают короткий крик «вя, вя, вя», если очень беспокоятся — «киау-киау», а при нападении другой чайки того же вида или крачки кричат «э-дак, э-дак».

### Питание
Питается насекомыми, мелкими моллюсками, в период кочёвок — рыбой и ракообразными.

### Размножение

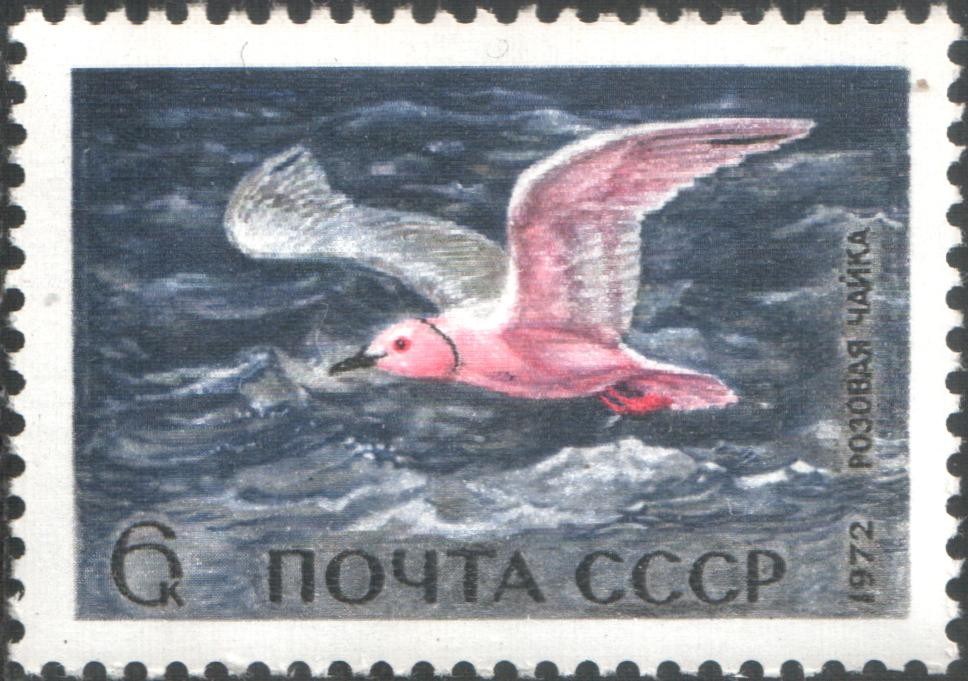
Марка СССР: Розовая чайка. Серия: Морские птицы СССР

Гнездится розовая чайка в тундре и лесотундре по берегам озёр Восточной Сибири в дельтах северных рек — Яны, Индигирки, Колымы, Хромы. Небольшое поселение (несколько десятков пар) существует на Таймыре. Места гнездовий этих птиц находятся в мокрой равнинной тундре и лесотундре, часто на островках многочисленных озёр. В кладке 3, реже 2 яйца. Насиживает около 3 недель.
Чайка селится небольшими, до 20 пар, рыхлыми колониями, в которых гнездо от гнезда располагается на расстоянии до 100 метров, часто по соседству с другими арктическими видами — круглоносым плавунчиком и полярной крачкой.
Известный орнитолог С. А. Бутурлин так описывает брачные церемонии розовых чаек: 

«Самец всячески выражает самке свою нежность, то как-то поклёвывая или почесывая ей шею открытым клювом, то время от времени начинает похаживать перед ней взад и вперед, несколько выпячивая зоб, и затем с какой-то трелью или трещанием „тррррр“ наклоняет совершенно переднюю половину туловища к земле (точнее, ко льду и снегу), поднимая высоко вверх заднюю половину с хвостом и сложенными крыльями, и продолжает эту пантомиму несколько секунд, делая в этом положении несколько шагов туда и сюда. Иногда этим упражнениям предается и самка».
Гнездо чайка строит на земле из сухой травы, старых стеблей осоки, листьев карликовой березы и мха. Так как все сооружение расположено на болотистых участках, в нём обычно сыро. В кладке 2—3 яйца зеленовато-оливкового цвета с шоколадно-коричневыми пятнами. Насиживают кладку обе птицы. Родители активно защищают своё гнездо от крупных чаек и поморников.

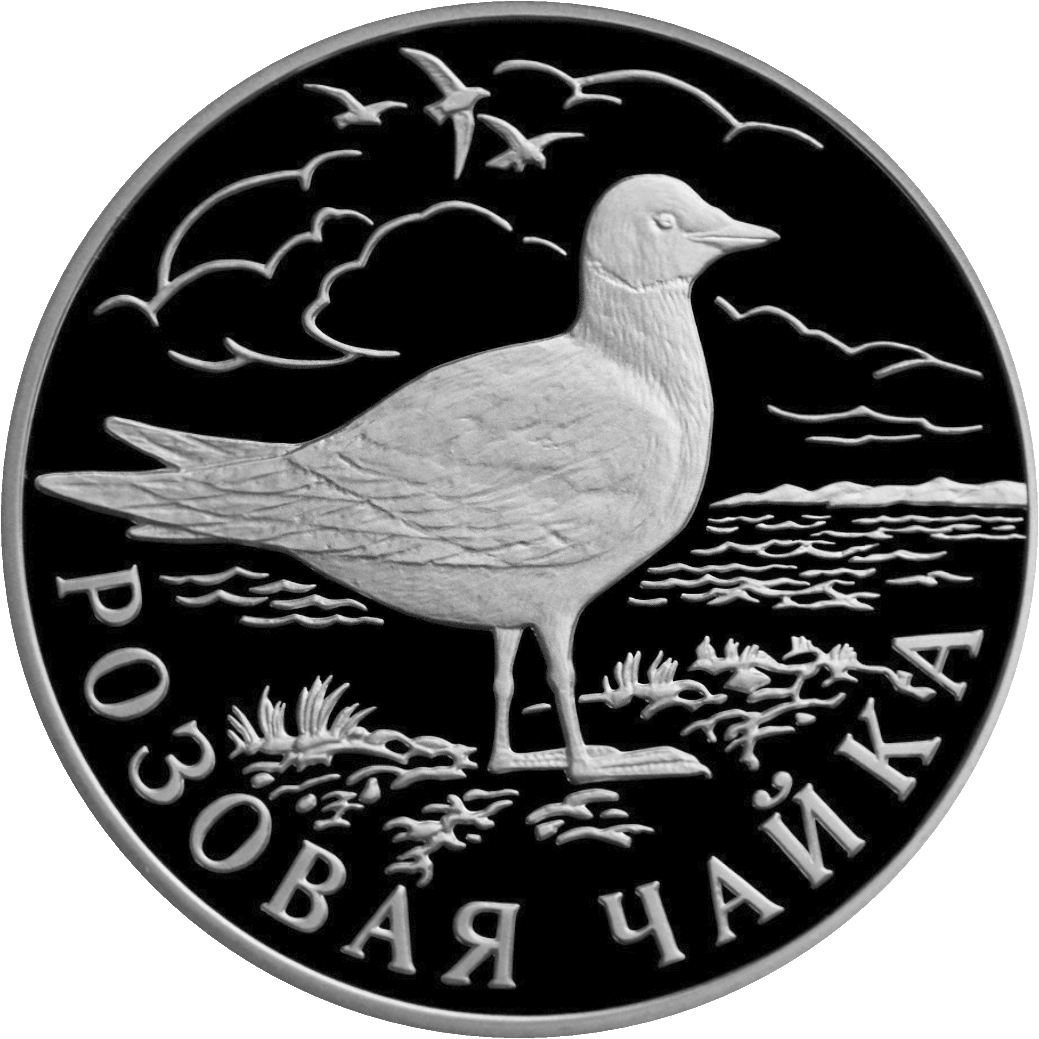
Розовая чайка. Монета Банка России — Серия: «Красная книга», серебро, 1 рубль, 1999 год

В конце недолгого полярного лета молодые птицы встают на крыло и начинают кочевать вместе с родителями. В это время они частые гости заполярных поселков, на окраинах которых кормятся. С наступлением холодов чайки отлетают на север, к Ледовитому океану, где и зимуют, придерживаясь открытых участков воды. На зимовках розовые чайки кормятся мелкой рыбой и ракообразными в отличие от гнездового периода, когда их рацион состоит в основном из насекомых и их личинок.
Места расположения колоний могут меняться время от времени из-за неблагоприятных погодных условий.

## Распространение
Распространена на северо-востоке Сибири (от реки Яны до западной окраины Чукотского полуострова) и Западной Гренландии. Зимой кочует в открытых водах Северного Ледовитого океана, проникая в Северную Атлантику и Берингово море.
В период кочёвок розовые чайки иногда залетают далеко от мест, где они гнездятся или зимуют. Так, известны случаи появления их в Охотском и Японском морях, Норвегии, Франции и Маньчжурии. Изредка регистрируются залёты далеко на юг (Ирландия, Калифорния).

## Природоохранный статус
В годы сильных снегопадов и наводнений птицы либо не гнездятся совсем, либо у них бывает всего одно яйцо в кладке. Как известно, численность мелких грызунов — леммингов в тундрах из года в год сильно меняется. Бывают периоды, когда эти мелкие зверьки, основной корм песцов, исчезают совсем. Тогда песцы выедают буквально все живое в тундре. В первую очередь гибнут яйца и птенцы различных видов птиц, в том числе и розовых чаек.
Раньше в голодные годы эскимосы стреляли розовых чаек для пропитания. В начале XX века, когда на Чукотку довольно часто заезжали американские моряки, китобои и охотники на морского зверя, местное население добывало этих экзотических птиц для изготовления чучел-сувениров. Тогда один экземпляр миниатюрной, необычно окрашенной чайки стоил до 200 долларов. Прогон стад домашних оленей через колонии, браконьерский сбор яиц также отрицательно сказываются на численности розовой чайки. Всё это наряду с тем, что гнездовой ареал птиц весьма ограничен, вызывает серьёзное беспокойство за судьбу этого вида.
В 1980-е годы розовая чайка была включена в Красную книгу СССР, а затем в Красную книгу России.
Сегодня в России добыча этого вида полностью запрещена. Ученые уточняют наиболее крупные места гнездования розовой чайки с тем, чтобы в дальнейшем ввести там заповедный режим.

## Интересные факты
- В Московском зоопарке в инкубаторе из яиц, доставленных из Заполярья, впервые в неволе вывелись птенцы этой редкой птицы.
- Поиску розовой чайки был посвящён фильм «Идущие за горизонт», снятый по роману Олега Куваева.
- По сообщению кандидата биологических наук Николая Вехова, при хранении чучела розовой чайки розовый цвет оперения зачастую быстро исчезает и получается чучело обычной белой чайки[7].